# Ciao! Best of Lush
Ciao! Best of Lush — сборник британской инди-рок группы Lush из Лондона. Он был выпущен 19 марта 2001 года на лейбле 4AD Records. Это второй сборник группы после Gala (1990). В него взяты по четыре-пять песен с каждой из трёх полноценных студийных пластинок группы и ранней EP-компиляции (Gala). Эссе в буклете было написано Домиником Уиллсом и включало в себя цитаты участниц Мики Берени и Эммы Андерсон. CD с бест-оффом появился спустя почти пять лет после распада группы и самоубийства барабанщика Криса Акланда; компиляция была посвящена его памяти.

## История
В начале 2001 года 4AD Records выпустили альбом Ciao! 1989—1996, сборник лучших моментов Lush. Равномерно взяв по четыре-пять песен с каждой из трёх полноценных студийных пластинок группы и ранней EP-компиляции (Gala). В Ciao собраны большинство синглов группы, несколько альбомных нарезок и один из лучших B-сайдов (кавер на песню Gist „Love at First Sight“). Треки расположены в обратной хронологии.

## Отзывы
| Оценки критиков | Оценки критиков |
| Источник        | Оценка          |
| --------------- | --------------- |
| Allmusic        | [ 1 ]           |
| Pitchfork Media | (8.1/10)        |

Альбом получил положительные отзывы от музыкальных критиков. Критик AllMusic Энди Келлман оценил альбом на 4,5 из 5 и отметил, что «Ciao представляет собой достойное резюме восьмилетнего существования группы. Поп-песни всегда лежали в основе творчества Lush, но дисторшн, зарытый вокал и общее надувательство постепенно выветривались с каждым их последующим релизом. Поэтому прослушивание Ciao без перерыва похоже на фотографию, медленно теряющую фокус. Давний поклонник может найти в этой подборке пару косточек, но это всегда опасно при портативном представлении. Те, кто на основе Ciao продолжит знакомство со студийными альбомами группы, будут рады обнаружить несколько сильных песен, так что Ciao вряд ли опустошит бассейн. Казалось бы, у Lush оставалась пара отличных пластинок, когда барабанщик Крис Акланд покончил с жизнью, но одно прослушивание Ciao рисует полную картину».

## Список композиций
| №   | Название                                | Автор(ы)          | Длительность |
| --- | --------------------------------------- | ----------------- | ------------ |
| 1.  | «Ladykillers»                           | Miki Berenyi      | 3:13         |
| 2.  | «Single Girl»                           | Emma Anderson     | 2:35         |
| 3.  | «Ciao!» (при участии Jarvis Cocker)     | Berenyi           | 3:31         |
| 4.  | «500 (Shake Baby Shake)» (Single Remix) | Anderson          | 3:21         |
| 5.  | «Light from a Dead Star»                | Berenyi           | 3:17         |
| 6.  | «Love at First Sight»                   | Stuart Moxham     | 5:12         |
| 7.  | «Hypocrite»                             | Berenyi           | 2:53         |
| 8.  | «Desire Lines»                          | Anderson          | 7:39         |
| 9.  | «Lovelife»                              | Anderson          | 3:56         |
| 10. | «When I Die»                            | Anderson          | 4:19         |
| 11. | «Nothing Natural»                       | Anderson          | 5:54         |
| 12. | «Untogether»                            | Berenyi           | 3:34         |
| 13. | «For Love»                              | Berenyi           | 3:30         |
| 14. | «Monochrome»                            | Anderson          | 5:06         |
| 15. | «De-Luxe»                               | Anderson          | 3:28         |
| 16. | «Sweetness and Light»                   | Anderson          | 5:17         |
| 17. | «Thoughtforms»                          | Anderson          | 2:44         |
| 18. | «Etheriel»                              | Anderson, Berenyi | 3:24         |